# پایگاه نیروی هوایی، دریایی نیوریور
پایگاه نیروی هوایی، دریایی نیوریور (به انگلیسی: Marine Corps Air Station New River) (به زبان بومی: McCutcheon Field) یک فرودگاه نظامی است که یک باند فرود آسفالت دارد و طول باند آن ۱۴۶۰ متر است. این فرودگاه در کشور ایالات متحده آمریکا قرار دارد و در ارتفاع ۸ متری از سطح دریا واقع شده‌است.